# Gaduła (film 1980)
Gaduła (ros. Пустомеля) – radziecki krótkometrażowy film animowany z 1980 roku w reżyserii Borisa Butakowa. Scenariusz napisał Władimir Kapninski.

## Obsada (głosy)
- Jewgienij Leonow
- Ludmiła Gniłowa
- Olga Gromowa
- Swietłana Charłap